# クリス・カーマック
クリス・カーマック（James Christopher "Chris" Carmack, 1980年12月22日 - ）は、アメリカ合衆国の俳優で、元ファッションモデル。
2003年のティーン・ドラマ・シリーズ『The O.C.』と、2012年のカントリー・ミュージック・ドラマ『ナッシュビル カントリーミュージックの聖地』の2つの人気作品への出演で知られている。
カーマックは、『バタフライ・エフェクト3/最後の選択』、『イントゥ・ザ・ブルー2』、『Love Wrecked』、『美人ライターレーンの恋愛記事』、『Alpha and Omega』などの映画に出演していた。
2018年から、ABCのメディカル・ドラマ『グレイズ・アナトミー 恋の解剖学』に、ドクター・リンカーン役で出演している。

## 生い立ち
カーマックはワシントンD.C.で生まれ、メリーランド州のダーウッドで育った。家族構成は、両親と兄が1人妹が1人の5人であった。子供の頃から、野球、バスケットボール、アメリカンフットボール、レスリングなど様々なタイプのスポーツを好んだ。
マグルーダー・ハイ・スクールで学びながら、音楽に興味を持ち、ジャズ・バンドに参加する前にギターとサクソフォーンの演奏を教わっていた。またカーマックの興味は演劇にも向かって、競合する数多くのドラマ・フェスティヴァルに加わってオン・ステージやオフ・ステージで年間3公演のプロダクションで働き始めた。
カーマックは、セネカ・クリーク・デイ・キャンプのカウンセラーを長年務め、マグルーダー・ハイ・スクールで人気のオリジナル曲である『Rocko the Lazy Moth』や『Ode to Salpino』を歌うことで知られていた。

## 経歴
カーマックは卒業後に、ティッシュ・ スクール・オブ・ジ・アーツで芸術学位を取得するためニューヨーク大学に入学した。そして、モデル・スカウトのジョン・ヤネーラに見い出されてニューヨーク大学を離れ、この職業へ進むことを決意した。カーマックの外見はまさに、ブルース・ウェーバーがアバクロンビー&フィッチのために探していたイメージと合致した。他には、ロード・アンド・テイラー、メイシーズ、ターゲット・コーポレーション、Who.A.U、ELLEフランス版、ノーティカ、ゲス、そしてコスモガールのカタログや雑誌のモデルとして働いた。
ニューヨークでの2年間の後にロサンゼルスに転居し、俳優業に専念することを決意した。『The O.C.』第1シーズンのルーク役で世界的に知られるようになったが、製作側が翌年の出演を確約できなかったため、続投しなかった。カーマックは2005年に、アバクロンビー&フィッチの限定高級レーベルである、エズラ・フィッチのモデルになった。
2005年公開の映画『アマンダ・バインズ in Sweet Paradise』に、カーマックはアマンダ・バインズ、ジョナサン・ベネットと共に出演した。そしてニューヨークとロンドンの劇場で演技の経験を積むことを決意した。
2006年3月16日から5月21日までオフ・ブロードウェイの『Entertaining Mr Sloane』に主演した。ローラ・ペルス劇場での公演で、スコット・エリスの演出であった。トニー賞ノミネート俳優アレック・ボールドウィンとジャン・マクスウェルが、カーマックと共に出演した。
2006年に、カーマックはテネシー・ウィリアムズの『夏と煙』の貴重なリヴァイヴァル公演でロンドンの舞台にデビューした。ロイヤル・シェイクスピア・カンパニーの元芸術監督エイドリアン・ノーブルの演出により、ロザムンド・パイクの相手役ジョンを演じた。ロンドンでは55年間演じられなかった演目で、2006年10月21日から11月25日までアポロ・シアター (ロンドン)で上演されたが予定より早く閉幕した。
テレビドラマ『デスパレートな妻たち』の1エピソードでスーザン・メイヤーのいとこのティムを演じていた。
映画『バタフライ・エフェクト』の3作目、2009年1月公開の『バタフライ・エフェクト3/最後の選択』では主人公のサム・リードを演じていた。2010年9月17日公開の『Alpha and Omega』ではガース役で声優として初出演した。そして『Alpha and Omega 2: A Howl-iday Adventure』に同じくカーズ役で出演した。続編のひとつに登場した数少ないオリジナルのキャストであった。
2013年にカーマックは、ABCドラマ『ナッシュビル』に、スカーレットとガナーの隣人で、セクシーでチャーミングなカントリー・シンガー兼ギター・プレイヤーのウィル役で出演した。最初はカーマックのキャラクターが女たらしで、スカーレットとガナーの関係の潜在的な脅威に見えたが、そのキャラクターはゲイで、カントリー・ミュージックのヘテロセクシュアル的なイメージを守るためであったのが明らかになった。カーマックは、このシーズンの第16話から第21話まで全6話に出演して、第2シーズンからはシリーズ・レギュラーに昇格した。
2018年に、カーマックはABCでヒット中のメディカル・ドラマ『グレイズ・アナトミー 恋の解剖学』に、オルソ・ゴッドとしてのドクター・アティカス・リンカーン(リンク)役で出演した。

## 私生活
2016年3月2日に、カーマックはエリン・スレイヴァーとの婚約を発表し、2人は2018年10月に結婚した。
このカップルには2016年8月30日に娘が誕生した。

## 出演作品

### 映画
| 年   | 題/原題                                                                | 役                                     | 特記事項       |
| ---- | ---------------------------------------------------------------------- | -------------------------------------- | -------------- |
| 2004 | チアーズ!2 Bring It On Again                                           | トッド Todd                            | (Video)        |
| 2005 | Candy Paint                                                            | フットボール選手                       | (Short)        |
| 2005 | アマンダ・バインズ in Sweet Paradise Love Wrecked                      | ジェイソン・マスターズ Jason Masters   |                |
| 2006 | ラッキー・ガール Just My Luck                                          | デイヴィッド David Pennington          | クレジット無し |
| 2007 | 恋の終わりの始め方 Suburban Girl                                       | ジェド・ハンソン Jed Hanson            |                |
| 2009 | H20 Extreme                                                            | Austin                                 |                |
| 2009 | バタフライ・エフェクト3/最後の選択 The Butterfly Effect 3: Revelations | サム・リード Sam Reide                 | 主演           |
| 2009 | イントゥ・ザ・ブルー2 Into the Blue 2: The Reef                        | セバスチャン・ホワイト Sebastian White |                |
| 2010 | アルファ・アンド・オメガAlpha and Omega                                | ガース                                 | 声             |
| 2010 | Masturbate for Life                                                    | Douchebag Boyfriend                    | (Short)        |
| 2011 | シャーク・ナイト Shark Night                                           | デニス Dennis                          |                |
| 2013 | Dark Power                                                             | Durant                                 |                |
| 2016 | The Dust Storm                                                         | David                                  |                |

### テレビ
| 年        | 題 原題                                             | 役                                                   | 特記事項                                                                   |
| --------- | --------------------------------------------------- | ---------------------------------------------------- | -------------------------------------------------------------------------- |
| 2000      | Strangers with Candy                                | Laird                                                | "Insivible Love"                                                           |
| 2003      | Player$                                             | 本人                                                 | "Voodoo That You Do... with Hobbits!"                                      |
| 2003      | The Sharon Osbourne Show                            | 本人                                                 | 2003年11月11日放送                                                         |
| 2003      | Soap Talk                                           | 本人                                                 | 2003年11月18日放送                                                         |
| 2003-2004 | The O.C.                                            | ルーク・ワード Luke Ward                             | 28エピソード 第1シーズン: メイン・キャスト 第2シーズン: スペシャル・ゲスト |
| 2004      | The Last Ride                                       | Matthew Rondell                                      | テレビ映画                                                                 |
| 2005      | Beach Girls                                         | Cooper Morgenthal                                    | 6エピソード                                                                |
| 2005      | ヤング・スーパーマン Smallville                     | ジェフ・ジョーンズ Geoff Johns                       | 第4シーズン "Recruit"                                                      |
| 2005      | Jake in Progress                                    | Jared Rush                                           | "Ubusy?"                                                                   |
| 2005-2006 | Related                                             | Alex Brody                                           | 11エピソード                                                               |
| 2007      | CSI:マイアミ CSI: Miami                             | コール・テルフォード Cole Telford                    | Kill Switch"                                                               |
| 2007      | Higglytown Heroes                                   | Referee Hero                                         | 第3シーズン: "Little Big Fish / Good Sports"                               |
| 2008      | デスパレートな妻たち Desperate Housewives           | ティム Tim Bremmer                                   | 第4シーズン: "Sunday"                                                      |
| 2008      | CSI:ニューヨーク CSI: NY                            | コルビー・ダンカン Colby Duncan                      | 第5シーズン: "Forbidden Fruit"                                             |
| 2009      | NCIS 〜ネイビー犯罪捜査班 NCIS                      | ケヴィン Kevin Nelson                                | 第6シーズン: "Love & War"                                                  |
| 2009      | 私はラブ・リーガル Drop Dead Diva                   | ブライアン Brian                                     | "Crazy"                                                                    |
| 2010      | 美人ライターレーンの恋愛記事 Beauty & the Briefcase | リアム Liam                                          | テレビ映画                                                                 |
| 2010      | Deadly Honeymoon                                    | Trevor Forrest                                       | テレビ映画                                                                 |
| 2011      | Grace                                               | Dylan Doran                                          | テレビ映画                                                                 |
| 2012      | A Christmas Wedding Date                            | Chad                                                 | テレビ映画                                                                 |
| 2012      | All About Christmas Eve                             | Aidan Green                                          | テレビ映画                                                                 |
| 2012      | LA'd                                                | Liam                                                 | Season 1 Episode 9 :Burning Man                                            |
| 2012      | Bad Girls                                           | -                                                    | (TV Movie)                                                                 |
| 2013-2018 | ナッシュビル Nashville                              | ウィル・ レキシントン Will Lexington                 | 109 Episodes                                                               |
| 2018-2019 | グレイズ・アナトミー 恋の解剖学 Grey's Anatomy      | ドクター・アティカス・リンカーン Dr. Atticus Lincoln | 21 Episodes                                                                |

### 舞台
| 年        | 題 原題                             | 役                                             | 劇場                         | 特記事項                                     |
| --------- | ----------------------------------- | ---------------------------------------------- | ---------------------------- | -------------------------------------------- |
| 2006      | Entertaining Mr Sloane              | Sloane                                         | Laura Pels Theatre           | Feb.17,2006 to May.21,2006 (opens Mar.16,06) |
| 2006      | 夏と煙 Summer and Smoke             | ジョン・ブキャナン Jr. John Buchanan Jr.       | ノッティンガム・プレイハウス | Sept.22,2006 to Oct.07,2006                  |
| 2006-2007 | 夏と煙 Summer and Smoke             | ジョン・ブキャナン Jr. John Buchanan Jr.       | アポロ・シアター (ロンドン)  | Oct.18,2006 to Feb.3,2007                    |
| 2019      | イントゥ・ザ・ウッズ Into the Woods | ラプンツェル(ラパンゾ)の王子 Rapunzel's Prince | ハリウッド・ボウル           | Jul.26,2019 to Jul.28,2019                   |

### ゲーム
| 年   | 題 原題                                            | 役                         | Notes      |
| ---- | -------------------------------------------------- | -------------------------- | ---------- |
| 2015 | ファイナルファンタジー零式 Final Fantasy Type-0 HD | クオン・ヨバツ Quon Yobatz | Voice role |

## ディスコグラフィー

### EP
- Pieces of You (2015) -Nashville, Season  6: Episode 1
- Contributed 1 track: "Don't Come Easy" -Nashville, Season  6: Episode 2
- Contributed 2 tracks: "Stop the World (And Let Me Off)" with サム・パラディオ、ジョナサン・ジャクソン and "Right Where You Want Me" with サム・パラディオ -Nashville, Season  6: Episode 4
- Contributed 2 tracks: "Tearin Up My Heart" with サム・パラディオ、ジョナサン・ジャクソン and "My Arms" with サム・パラディオ、ジョナサン・ジャクソン -Nashville, Season  6: Episode 5
- Contributed 2 tracks: "Go With It" with サム・パラディオ、ジョナサン・ジャクソン、レネー・ブレイク and "Hold On (Not Leaving You Behind)" with サム・パラディオ、ジョナサン・ジャクソン、レネー・ブレイク -Nashville, Season  6: Episode 6
- Contributed 1 track: "Love is Loud" with サム・パラディオ、ジョナサン・ジャクソン、レネー・ブレイク -Nashville, Season  6: Episode 7
- Contributed 1 track: "Smoking the Boys" with サム・パラディオ、ジョナサン・ジャクソン、レネー・ブレイク -Nashville, Season  6: Episode 8
- Contributed 1 track: "Hard Days" with サム・パラディオ、ジョナサン・ジャクソン、レネー・ブレイク -Nashville, Season  6: Episode 9
- Contributed 1 track: "My Turn" -Nashville, Season  6: Episode 10
- Contributed 1 track: "Go" with サム・パラディオ、ジョナサン・ジャクソン、レネー・ブレイク -Nashville, Season  6: Episode 16
- Contributed 1 track: "A Life That's Good" with サム・パラディオ、レネー・ブレイク、ジョナサン・ジャクソン, and "A Life That's Good" with ヘイデン・パネッティーア、コニー・ブリットン、チャールズ・エステン、サム・パラディオ、クレア・ボウエン、ジョナサン・ジャクソン、レノン・ステラ、メイシー・ステラ、ロニー・コックス

### サウンドトラック
- The Music of Nashville: Season 1, Volume 2 (2013)
- The Music of Nashville: Season 2, Volume 1 (2013)
- The Music of Nashville: Season 2, Volume 2 (2014)
- Nashville: On the Record (2014)
- The Music of Nashville: Season 3, Volume 1 (2014)
- Nashville: On the Record Volume 2 (2015)
- The Music of Nashville: Season 3, Volume 2 (2015)
- The Music of Nashville: Season 4, Volume 1 (2015)
- Nashville: On the Record Volume 3 (2016)
- The Music of Nashville: Season 4, Volume 2 (2016)
- The Music of Nashville: Season 5, Volume 1 (2017)
- The Music of Nashville: Season 5, Volume 2 (2017)
- The Music of Nashville: Season 5, Volume 3 (2017)
- The Music of Nashville: Season 6, Volume 1 (2018)
- The Music of Nashville: Season 6, Volume 2 (2018)

### シングル
| Year | Single                  | Sales | Album                                     |
| ---- | ----------------------- | ----- | ----------------------------------------- |
| 2013 | "What If I Was Willing" | 4,000 | The Music of Nashville: Season 2 Volume 1 |
| 2015 | "Being Alone"           |       | Pieces of You                             |

### ツアー
- Nashville In Concert (2014)